# Bon Repos
Bon Repos je lovecký zámeček, založený hrabětem Františkem Antonínem Šporkem v roce 1717. Nachází se u vesnice Čihadla, části obce Stará Lysá v okrese Nymburk ve Středočeském kraji. Areál zámku Bon Repos s několika historickými budovami a parkem je zapsaný v Ústředním seznamu kulturních památek ČR. V parku u zámečku se mimo jiné nachází památný tis červený.

## Historie

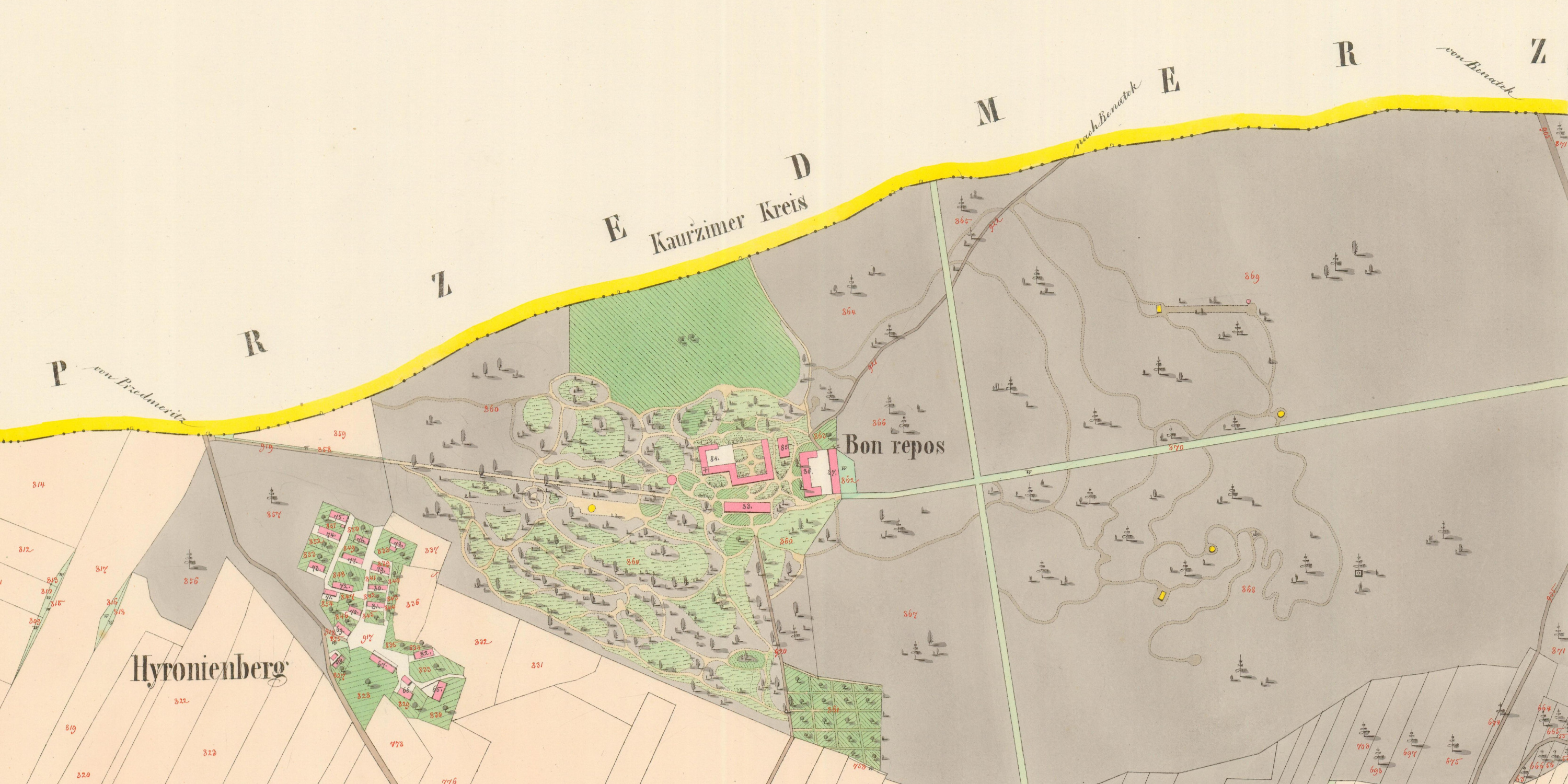
Obec Čihadla a zámeček Bon Repos s oborou na mapě Stabilního katastru z roku 1842.

Zdejší panství zakoupil František Antonín Špork v roce 1715. Vrch Čihadla byl oblíbeným zastavením tažného ptactva, a proto zde začal v roce 1718 budovat areál loveckého zámečku. Čižba – lov tažných ptáků byla Šporkovou velkou vášní. Součástí areálu byly vedle vlastního zámku La Maison de Bon Repos (Dům oddechu) i kaple sv. Jeronýma, kaple sv. Simeona Stylity, dům pro kněze a poustevníka („Ermitáž“).
Po Šporkově smrti v roce 1738 areál přešel do majetku majitele benáteckého panství, Ignáce Zikmunda hraběte z Klenové a Janovic. Nebyl používán a pustl. V roce 1769 jej v dražbě zakoupil pražský arcibiskup Antonín Příchovský z Příchovic. Ten areál rozšířil a přestavěl. Přestavbu řídil pravděpodobně architekt Ignác Palliardi. Podle Pavla Vlčka je autorem přestavby pravděpodobně Jan Josef Wirch. Hrabě Příchovský rovněž založil přilehlou obec Čihadla. Po roce 1816 získali areál Thun-Hohensteinové. V letech 1844-47 zde působil jako učitel hudby Bedřich Smetana. Koncem osmdesátých let 19. století byl areál ve vlastnictví Länderbank Wien. V roce 1905 zámek zakoupila rodina Kinských. Opravy proběhly v roce 1913 a po 1. světové válce.
Po druhé světové válce byl v areálu lazaret Rudé armády. V roce 1958 byl zámek prohlášen nemovitou památkou. Od 15. ledna 1963 se v areálu zámečku Bon Repos (v rozporu s předchozí deklarací památkové hodnoty) začalo stavět zázemí pro 13. samostatný raketový oddíl ze Slovenska. Části přilehlého lesa byly označeny jako vojenský prostor s přísným zákazem vstupu. Armáda držela zámek do roku 1990, nyní je po kompletní rekonstrukci v držení soukromého majitele.

## Objekty
1. Přední zámek či Nový zámek
2. Zadní stavení – La Maison de Bon Repos, též Starý zámek. Přízemní budova, nad portálem reliéf kojící Madony, v sále uvnitř fresky s motivy lovu ptáků kolem 1715, opraveny 1872 Antonínem Friebelem.
3. Čínský pavilon – rokoková budova postavená v roce 1770, v sále nástropní malby s čínskými motivy z doby okolo 1770.
4. Kaple sv. Jeronýma, vysvěcena v roce 1718.[3]
5. Poustevna – "Ermitáž", budova ve tvaru pyramidy, jejíž střecha údajně sloužila pro pozorování ptactva. Později zanikla.[3]
6. Kaple Nejsvětější Trojice
7. Kaple sv. Simeona Stylity, u kaple stály dvě sochy andělů od Matyáše Bernarda Brauna, které jsou dnes v expozici barokního sochařství Národní galerie v Praze ve Schwarzenberském paláci v Praze,[6] a dvě kamenné lebky,[7] které byly ukradeny v 90. letech 20. stol.
8. Socha sv. Marie Magdaleny v parku před zámkem. V areálu byly umístěny i sochy trpaslíků od stejného autora, které byly později přemístěny na zámek v Benátkách nad Jizerou.

## Galerie

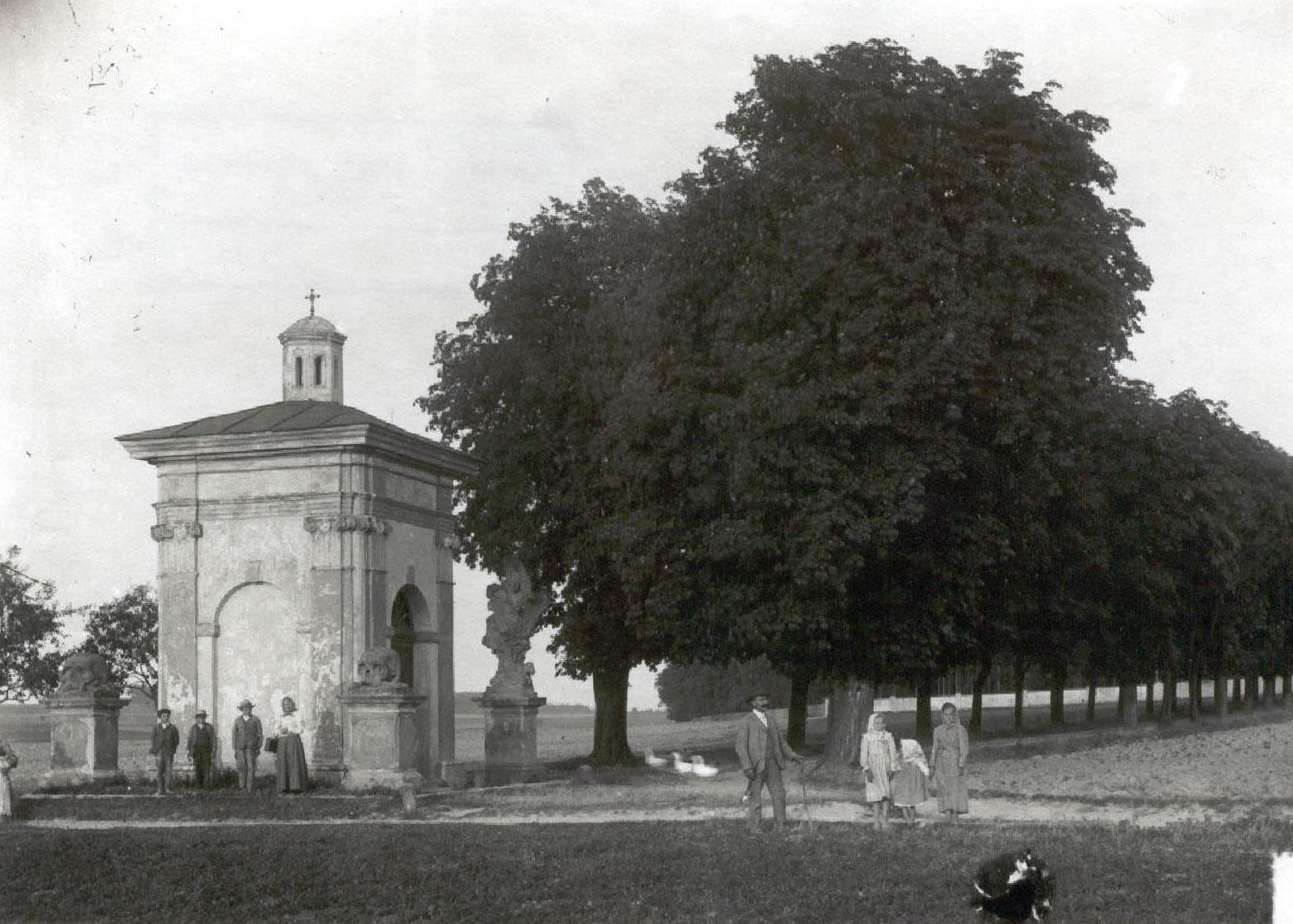
Kaple svatého Simeona Stylity, pohlednice asi z roku 1919.
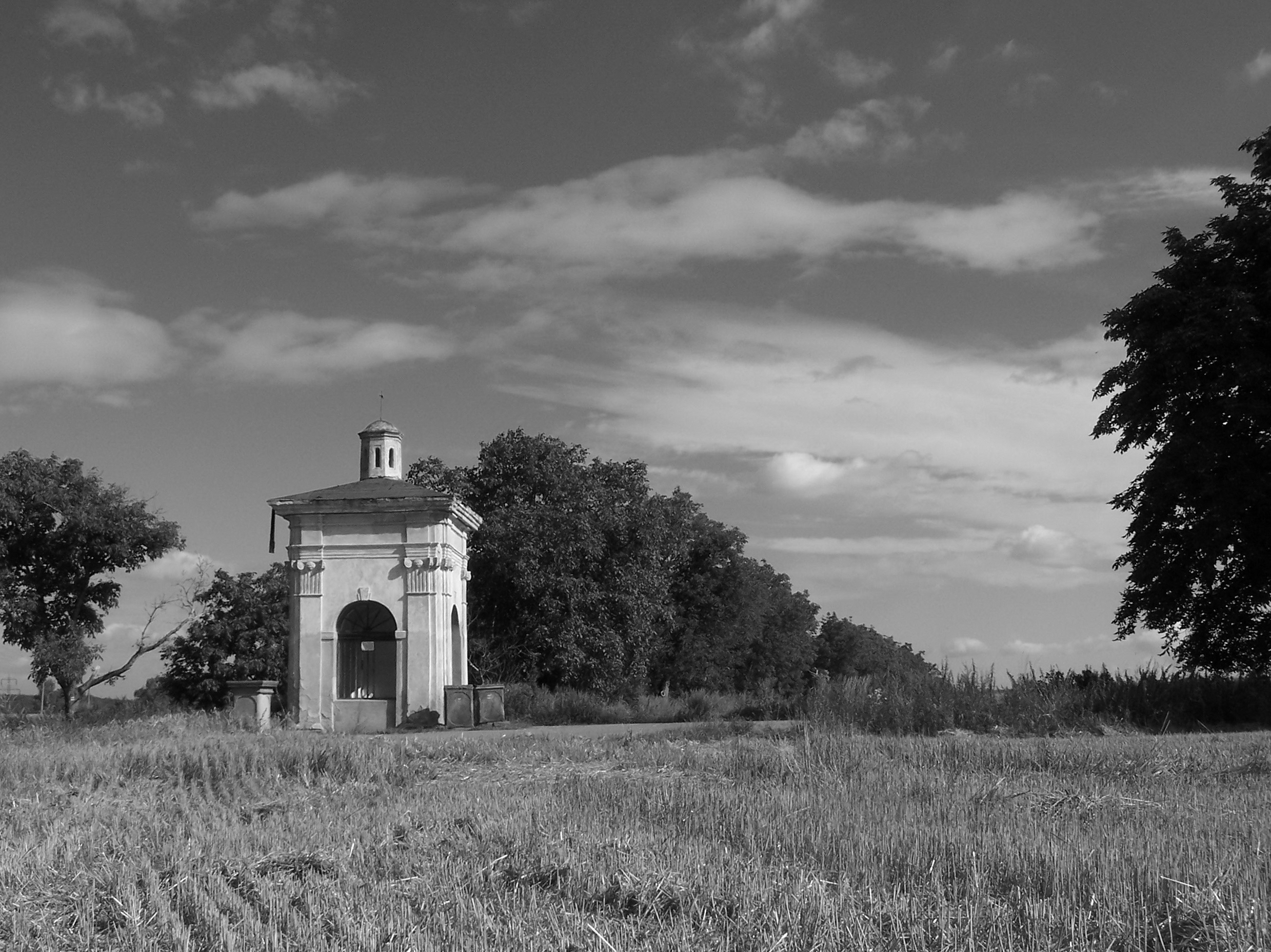
Kaple svatého Simeona Stylity, stav v roce 2008.
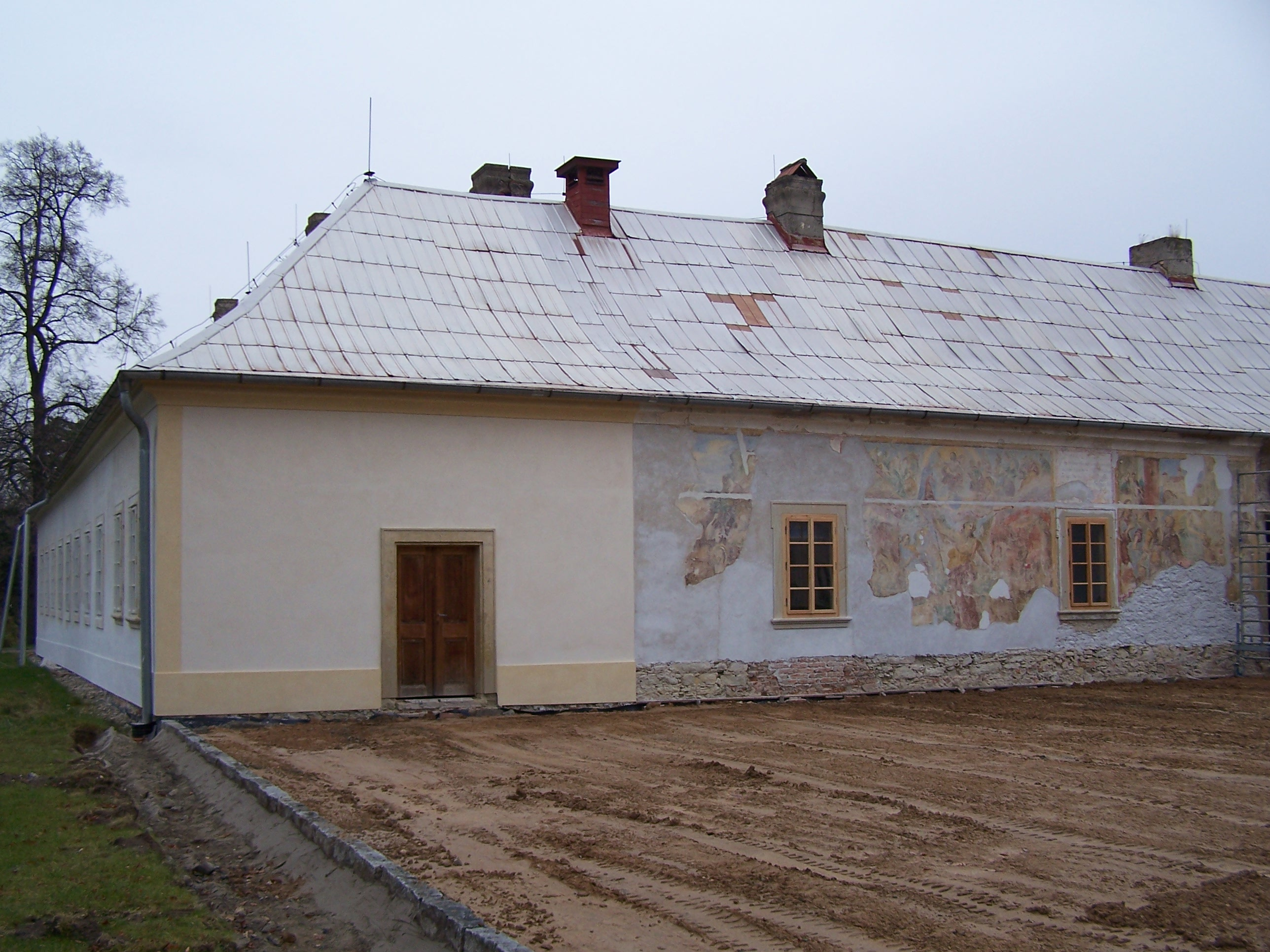
Zámek Bon Repos, nástěnné malby.
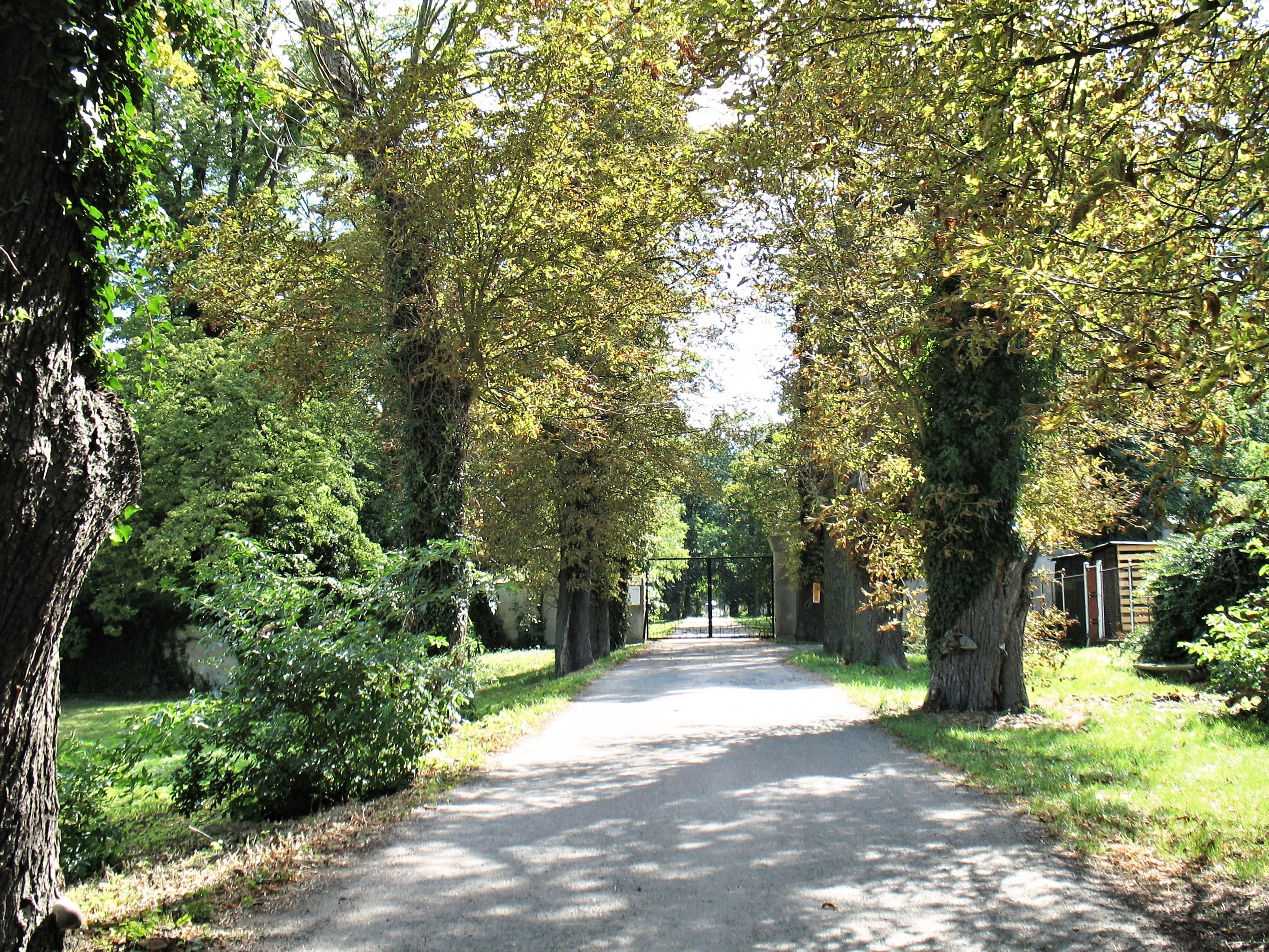
Kaštanová alej u brány zámeckého areálu
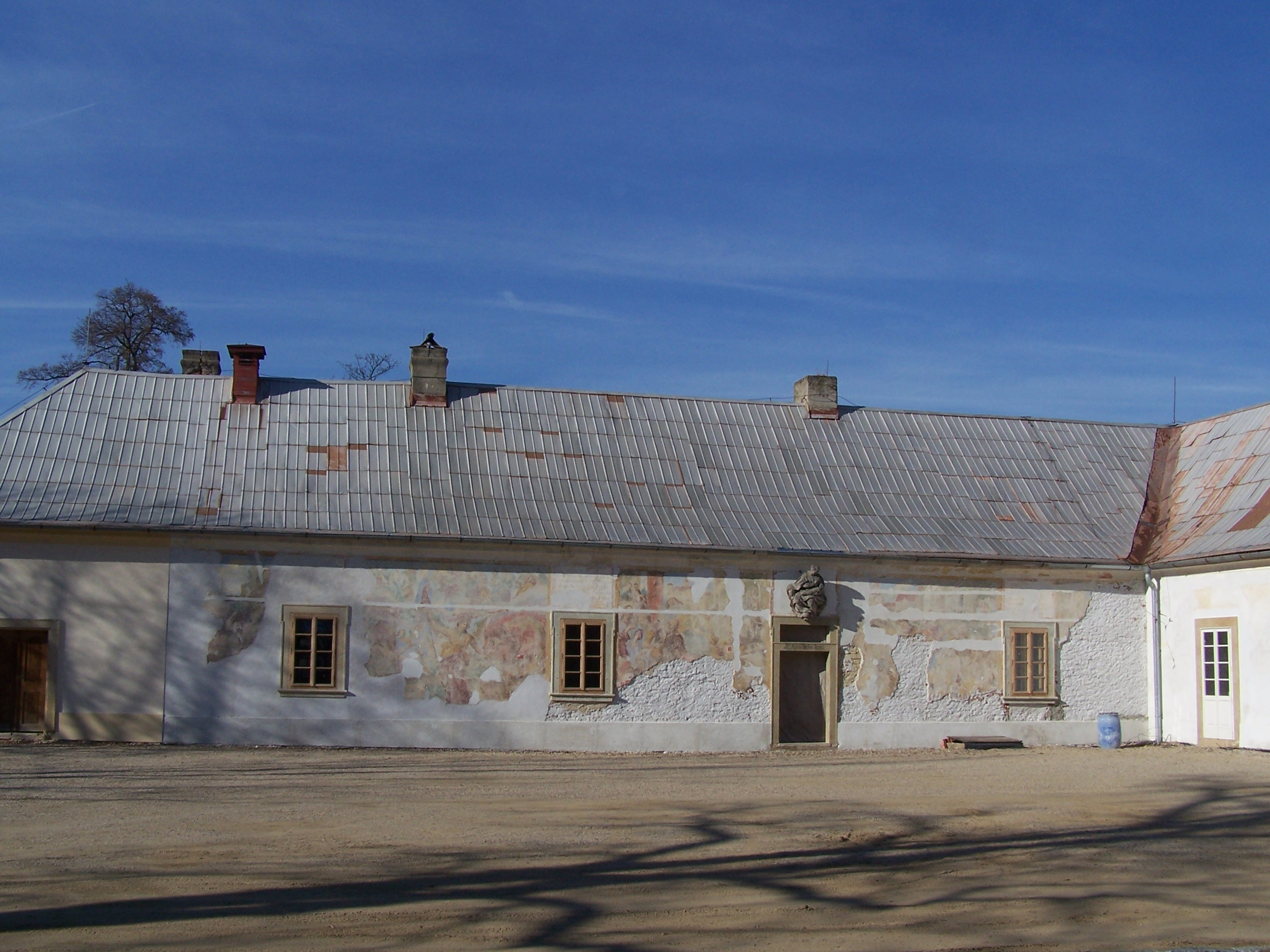
Zámek Bon Repos, vstup do zámku s plastikou kojící Madony.
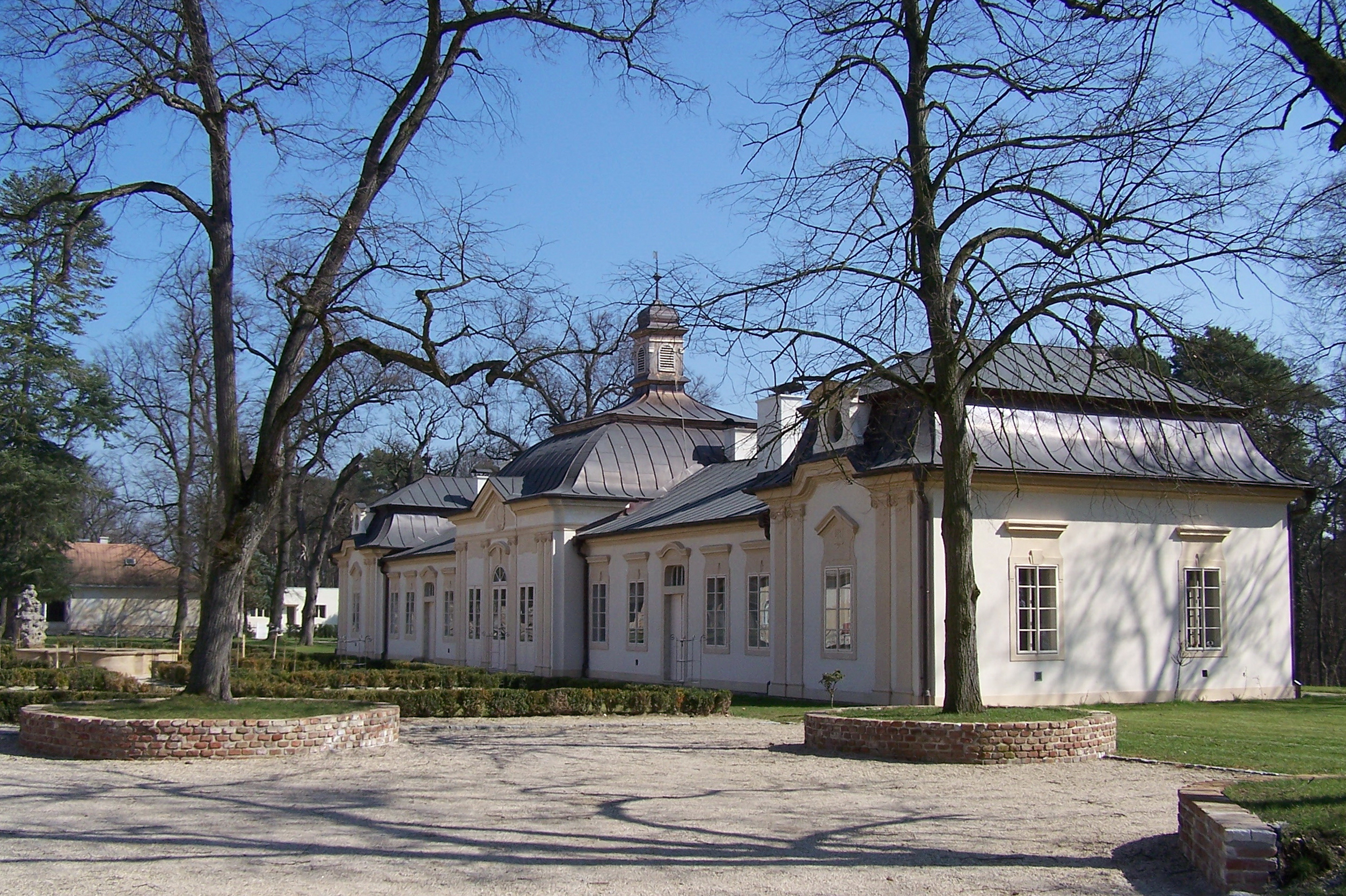
Zámek Bon Repos, Nový zámek, stav v roce 2009.

## Ve filmu
Česká televize zde natáčela show o pečení sladkých jídel (např. dort, koláč, atd.) Peče celá země. Moderovali Tereza Bebarová a Václav Kopta. Natáčely se zde záběry z filmu Gangster Ka (2015). V roce 2020 se zde natáčela i jedna ze svateb v rámci reality-show Svatba na první pohled vysílané TV Nova.
- První republika (režie: Biser A. Arichtev)
- Cirkus Bukowsky (režie: Jan Pachl)
- Vraždy v kruhu (režie: Ivan Pokorný)
- Duch (1. díl Krysa, 2022, režie: Peter Bebjak)